# The Young Messiah
The Young Messiah è un film del 2016 diretto da Cyrus Nowrasteh, basato sul romanzo Christ the Lord: Out of Egypt di Anne Rice e con protagonisti Adam Greaves-Neal, Sean Bean, David Bradley, Lee Boardman, Jonathan Bailey e David Burke. Il film ruota attorno alle vicende di Gesù all'età di 7 anni, che cerca di scoprire la verità sulla sua vita dopo il ritorno a Nazareth dall'Egitto.
Il film è stato distribuito negli Stati Uniti d'America l'11 marzo 2016 da Focus Features e in DVD e Blu-ray il 14 giugno 2016.

## Trama
Alessandria d'Egitto, I secolo: Gesù ha sette anni. Egli gioca in strada con i suoi cugini, quando uno dei ragazzi locali di nome Eleazaro lo picchia. Improvvisamente, Satana lancia una mela davanti a Eleazaro, il quale cade a terra morto, e incita la folla contro Gesù accusandolo di aver maledetto il ragazzo, ma Maria salva Gesù in tempo dalla folla portandolo a casa.
Tuttavia, Gesù scappa ed entra in casa di Eleazaro, dove si stanno svolgendo i preparativi per la sepoltura del ragazzo, il quale dopo essere stato riportato in vita da Gesù riprende a picchiarlo. Il padre di Eleazaro, temendo che Gesù sia un demone, invita Giuseppe e i suoi a lasciare Alessandria. Giuseppe rivela a Maria, allo zio Cleopa e alla famiglia che quella stessa notte ha fatto un sogno, nel quale è stato informato della morte del re Erode il Grande e che possono tornare in Israele. Su suggerimento di Maria, essi tornano a Nazareth invece di Betlemme.
Dopo varie vicissitudini, Gesù raggiunge da solo il Tempio di Gerusalemme, dove incontra e guarisce un rabbino cieco. Nel frattempo, però, Satana guida il centurione Severo, al servizio di Erode Archelao – che come suo padre teme il giovane Messia – a individuare il ragazzo per ucciderlo. Tuttavia, Severo desiste dall'uccidere il ragazzo e, ritornato da Erode, rivela falsamente al re che Gesù è stato assassinato da lui.

## Produzione

### Riprese
Le riprese si svolsero dal 15 settembre 2014 a Matera e negli studi di Cinecittà.

## Accoglienza
Rotten Tomatoes dà al film un punteggio del 47%, basato su 35 recensioni con un voto di 5.6/10. Metacritic, invece, un punteggio 33/100, basato su 9 recensioni.